# Ana Foxxx
Ana Foxxx (n. 29 octombrie 1988 în Rialto, California) este o actriță porno americană. Ea este cunoscută sub nume diferite ca Ana Foxx, Ana Fox și Anna Foxxx.

## Premii și nominalizări
| An   | Premiu           | Rezultat     | Nominalizare          |
| ---- | ---------------- | ------------ | --------------------- |
| 2012 | Urban X Award    | Nominalizare | Rising Star (Female)  |
| 2013 | AVN Award        | Nominalizare | Best New Starlet      |
| 2013 | NightMoves Award | Nominalizare | Best Ethnic Performer |
| 2014 | XBIZ Award       | În așteptare | Best New Starlet      |